# Episodi de Le cronache di Nanaria
La prima stagione della serie televisiva Le cronache di Nanaria, composta da 15 episodi, è stata trasmessa in anteprima a partire dal 31 marzo 2023 su Rai Play e in prima visione su Rai Gulp dall'3 aprile 2023 al 17 aprile 2023, tutti i giorni alle ore 14:10 e alle ore 19:10.
| n. | Titolo                               | Prima visione |
| -- | ------------------------------------ | ------------- |
| 1  | Il giorno in cui sono diventata Nanà | 31 marzo 2023 |
| 2  | Il mio posto preferito al mondo      | 31 marzo 2023 |
| 3  | Il mio primo giorno da dislessica    | 31 marzo 2023 |
| 4  | Sotto un cielo stellato              | 31 marzo 2023 |
| 5  | Attenti al lupo                      | 31 marzo 2023 |
| 6  | Pesciolino                           | 31 marzo 2023 |
| 7  | Cane e gatto                         | 31 marzo 2023 |
| 8  | Incontri ravvicinati                 | 31 marzo 2023 |
| 9  | Francesco - Frankeinstein            | 31 marzo 2023 |
| 10 | Testa a testa                        | 31 marzo 2023 |
| 11 | Buon compleanno!                     | 31 marzo 2023 |
| 12 | Equivoci e sottotitoli               | 31 marzo 2023 |
| 13 | Sfide                                | 31 marzo 2023 |
| 14 | Backstage                            | 31 marzo 2023 |
| 15 | In scena!                            | 31 marzo 2023 |